# Cazaugitat
Cazaugitat – miejscowość i gmina we Francji, w regionie Nowa Akwitania, w departamencie Żyronda.
Według danych na rok 1990 gminę zamieszkiwały 212 osoby, a gęstość zaludnienia wynosiła 15 osób/km² (wśród 2290 gmin Akwitanii Cazaugitat plasuje się na 965. miejscu pod względem liczby ludności, natomiast pod względem powierzchni na miejscu 808.).